# Sceloporus merriami
Sceloporus merriami (каньйонна ігуана) — вид ігуаноподібних ящірок родини фриносомових (Phrynosomatidae). Мешкає в Сполучених Штатах Америки і Мексиці. Вид названий на честь американського натураліста Клінтона Гарда Мерріема.

## Опис
Довжина каньйонних ігуан без врахування хвоста становить 58 мм, разом з хвостом — 162 мм. Верхня частина тіла у них сіра, коричнева або червонувато-коричнева, подібно до скель, серед яких щивуть ці ящірки. На спині у них є чотири ряди темних плям, перед передніми лапами у них вертикальні чорні смуги. У самців на горлі сині і чорні смуги.

## Підвиди
Виділяють сім підвидів:
- Sceloporus merriami annulatus Smith, 1937;
- Sceloporus merriami australis Williams, Smith & Chrapliwy, 1960;
- Sceloporus merriami ballingeri Lemos-Espinal, Smith, Auth & Chiszar, 2001;
- Sceloporus merriami longipunctatus Olson, 1973;
- Sceloporus merriami merriami Stejneger, 1904;
- Sceloporus merriami sanojae Lemos-Espinal & Chiszar, 2003;
- Sceloporus merriami williamsi Lemos-Espinal, Chiszar & Smith, 2000.

## Поширення і екологія
Каньйонні ігуани поширені на заході Техасу (від Едвардса до Пресидіо, зокрема в регіоні Біг-Бенд), а також на сході Чіуауа, в Коауїлі та на крайньому північному сході Дуранго, спостерігалися в Нуево-Леоні. Вони живуть на скелястих схилах каньйонів, місцями порослих рослинністю., в тріщинах серед скель.